# Mulgaparakit
Mulgaparakit (Psephotellus varius) är en fågel i familjen östpapegojor inom ordningen papegojfåglar.

## Utbredning och systematik
Den förekommer i det inre av södra Australien (västra Western Australia till centrala New South Wales). Fågeln placerades tidigare i släktet Psephotus. DNA-studier visar dock att arterna i släktet inte är varandras närmaste släktingar.

## Status och hot
Arten har ett stort utbredningsområde, men tros minska i antal, dock inte tillräckligt kraftigt för att den ska betraktas som hotad. Internationella naturvårdsunionen IUCN listar arten som livskraftig (LC).

## Namn
Mulga är ett träd eller en buske i släktet Acacia i Australiens "outback".

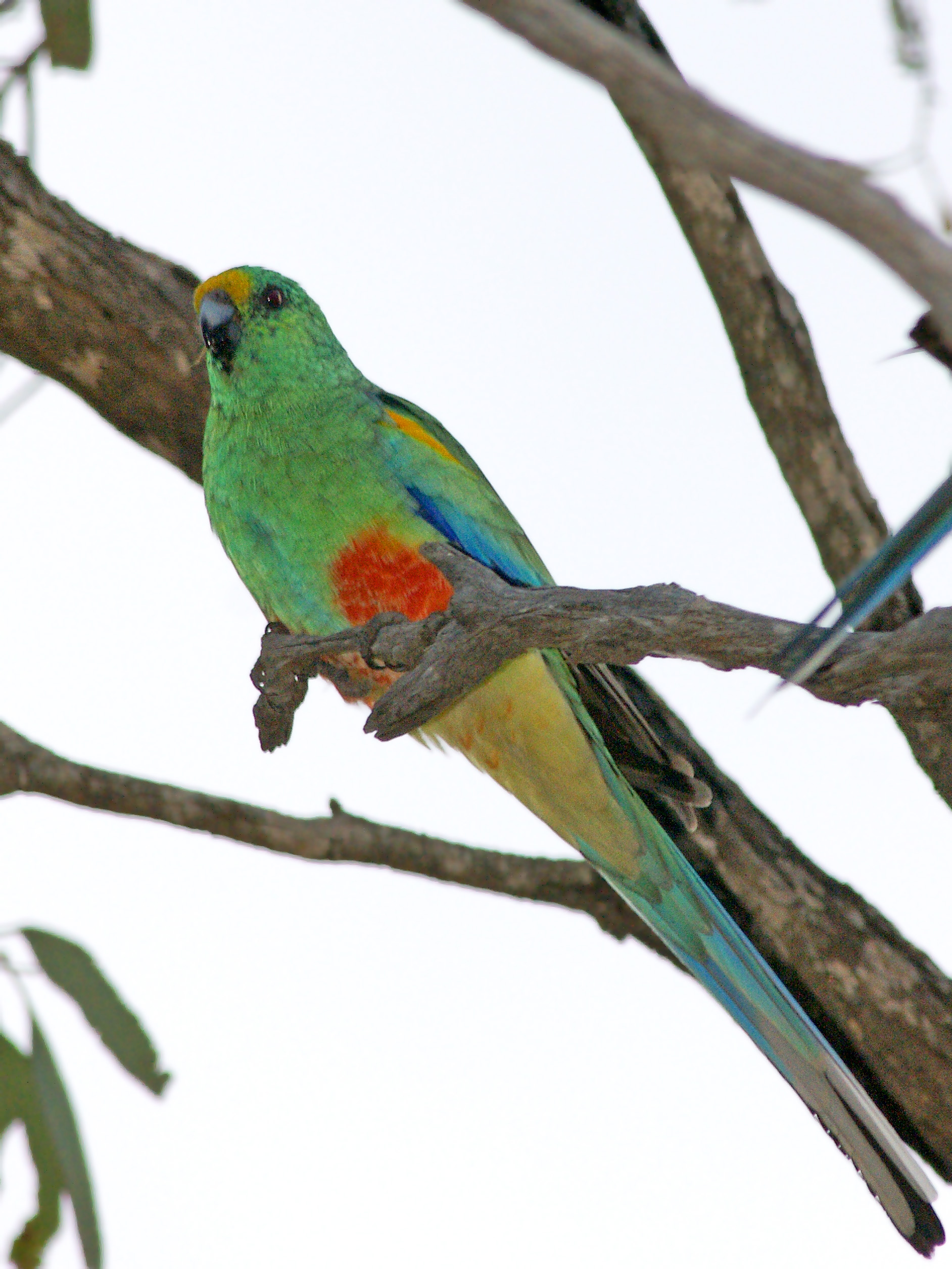
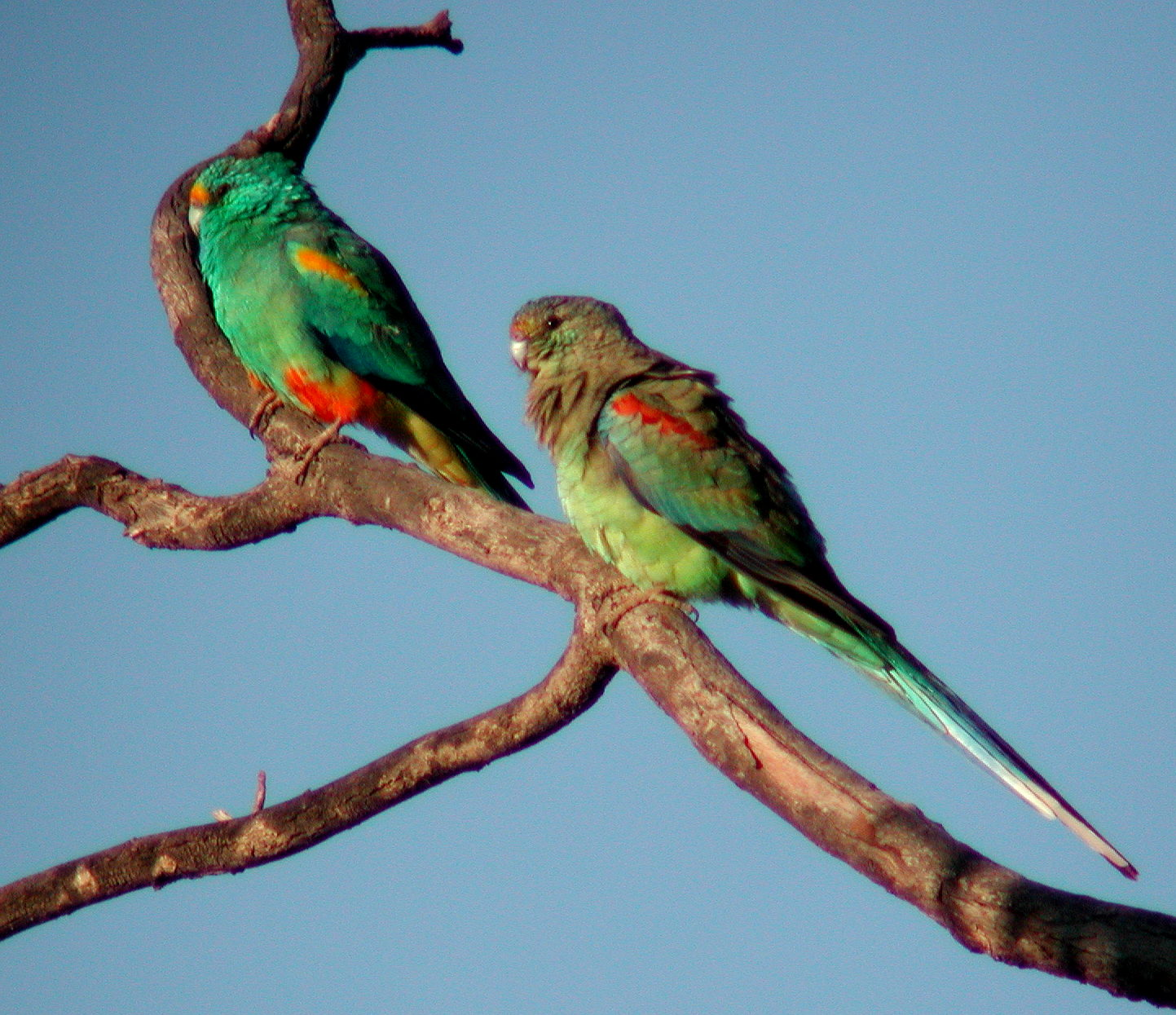